# Oreokastro (Gemeinde)
Oreokastro (griechisch Ωραιόκαστρο (n. sg.)) ist eine Gemeinde in der griechischen Region Zentralmakedonien. Sie wurde anlässlich der Verwaltungsreform 2010 aus dem Zusammenschluss von drei Gemeinden gebildet. Verwaltungssitz ist Oreokastro.

## Lage
Das Gemeindegebiet von Oreokastro erstreckt sich über 217,855 km² vom Tal des Gallikos in der Ebene von Thessaloniki ostwärts zu den Ausläufern des Chortiatis-Gebirges. Benachbarte Gemeinden sind im Norden Kilkis, im Osten Langadas, im Süden Pavlos Melas und  Kordelio-Evosmos, im Südwesten Delta und im Westen Chalkidona, zwischen letzteren eine Exklave des Gemeindebezirks Kallithea.

## Verwaltungsgliederung
Die Gemeinde Oreokastro wurde auf Grund der Verwaltungsreform 2010 aus dem Zusammenschluss der Gemeinden Kallithea, Mygdonia und Oreokastro gebildet, diese bilden seitdem die drei Gemeindebezirke. Verwaltungssitz ist die gleichnamige Stadt Oreokastro.
| Gemeindebezirk | griechischer Name             | Code   | Fläche (km²) | Einwohner 2011 | Stadtbezirke / Ortsgemeinschaften (Δημοτική / Τοπική Κοινότητα) | Lage |
| -------------- | ----------------------------- | ------ | ------------ | -------------- | --------------------------------------------------------------- | ---- |
| Oreokastro     | Δημοτική Ενότητα Ωραιοκάστρου | 071401 | 22,034       | 21.716         | Oreokastro                                                      |      |
| Kallithea      | Δημοτική Ενότητα Καλλιθέας    | 071402 | 97,293       | 6.110          | Pendalofos, Meseo, Nea Filadelfia, Neochorouda                  |      |
| Mygdonia       | Δημοτική Ενότητα Μυγδονίας    | 071403 | 98,985       | 10.491         | Liti, Drymos, Melissochori                                      |      |
| Gesamt         | Gesamt                        | 0714   | 218,312      | 38.317         |                                                                 |      |